# مايا غارسيا
مايا غارسيا (بالإسبانية: Maya García)‏ (17 سبتمبر 1999 بغوادالاخارا في المكسيك - ) هي لاعبة كرة قدم مكسيكية في مركز الدفاع.

## وصلات خارجية
- مايا غارسيا على موقع بطولة كرة القدم المكسيكية للسيدات (الإسبانية)